# Desa Margabakti (administrativ by i Indonesien, lat -7,04, long 108,45)
Desa Margabakti är en administrativ by i Indonesien.   Den ligger i provinsen Jawa Barat, i den västra delen av landet, 200 km sydost om huvudstaden Jakarta.